# Pekorosu no Haha ni Ai ni Iku
Pekorosu no Haha ni Ai ni Iku (ペコロスの母に会いに行く, La mare de Pekoros i els seus dies) és una pel·lícula dramàtica japonesa del 2013 dirigida per Azuma Morisaki i basat en un manga de Yuichi Okano. Va ser llançat al Japó el 16 de novembre de 2013,

## Argument
Narra la vida quotidiana plena d'humor i malenconia de Yuuichi Okano, nascut i criat a Nagasaki, que degut a la seva calba és conegut com a "pekoros" (ceba petita) per la seva mare, Mitsue, que pateix demència des de fa 10 anys quan va morir el seu marit, Satoru, morís fa 10 anys. La pel·lícula incideix en el tractament de la gent gran al Japó, que pateix un greu problema d'envelliment de la població.

## Repartiment
- Harue Akagi com a Mitsue Okano
- Ryo Iwamatsu com a Yuichi Okano
- Kiwako Harada com el jove Mitsue Okano
- Ryo Kase com a Satoru Okano
- Kensuke Owada com a Masaki Okano
- Tomoyo Harada com a Chieko
- Naoto Takenaka com a Honda
- Mitsuko Baisho com a Matsu
- Yoichi Nukumizu com a propietari del cafè
- Ryudo Uzaki com a director
- Wakana Matsumoto com a personal de la residència d'avis
- Nao Nagasawa com a personal de la residència d'avis

## Recepció

### Premis
Va ser escollida com la millor pel·lícula japonesa del 2013 per les revistes cinematogràfiques Eiga Geijutsu i Kinema Junpo.
| Premis                        | Premis            | Premis                  | Premis               | Premis    |
| Premi                         | Data de cerimònia | Categoria               | Receptors i nominats | Resultat  |
| ----------------------------- | ----------------- | ----------------------- | -------------------- | --------- |
| Premis de Cinema Mainichi     | gener de 2014     | Premi de l'Excel·lència |                      | Guanyador |
| Premis de Cinema Mainichi     | gener de 2014     | Millor actriu           | Harue Akagi          | Guanyador |
| Asian Film Festival Barcelona | novembre de 2016  | Premi del Públic        |                      | Guanyador |